# Скарбъроу (Тринидад и Тобаго)
Вижте пояснителната страница за други значения на Скарбъроу.
Скарбъроу e град в Република Тринидад и Тобаго, най-големият град на остров Тобаго.
Разположен е край Атлантическия океан. Населението му е около 17 000 души, почти една трета от населението на острова.
Има дълбоководно пристанище, построено през 1991 г., от което се изнасят нефтопродукти. Развити са дървообработването и добивът на цитрусови масла.

## История
Скарбъроу става столица на Тобаго през 1769 г., когато заменя тогавашната столица Джорджтаун. Под френско управление е наречен Порт-Луи от 1789 до 1814 г. Град Скарбъроу служи като основно седалище на Камарата на събранието на Тобаго, която отговаря за местното управление в Тобаго.

## Транспорт
Ферибот свързва Скарбъроу с Порт ъф Спейн, Тринидад. Подобно на останалата част от остров Тобаго, Скарбъроу се обслужва от международното летище ANR Robinson (бивше летище Краун Пойнт), разположено в Краун Пойнт, което се намира на 8 мили от центъра на Скарбъроу. Скарбъроу също се обслужва от магистрала Клод Ноел.

## Съименник
Градът е кръстен на Скарбъроу в Йоркшир, Обединеното кралство.

## География
Скарбъроу се намира в югозападната част на Тобаго.

## Климат
Районът има тропичен мусонен климат.

## Съоръжения
Културният комплекс Шоу Парк е най-големият театър за сценични изкуства в Карибите. Съоръжението разполага с капацитет в основната си зала от над 5000, както и конферентни и лекционни зали. В града има библиотека, завършена през 2012 г., а болница Скарбъро е завършена през 2014 г.